# گریم لمب
گریم لمب (انگلیسی: Graeme Lamb؛ زادهٔ ۲۱ مهٔ ۱۹۵۳) فرد نظامی اهل بریتانیا است. وی همچنین برندهٔ جوایزی همچون نشان امپراتوری بریتانیا شده‌است.